# Sharif Fati Ali Al Mishad
Sharif Fati Ali Al Mishad, noto anche come Sherif el Mashad (in arabo شريف فتحي علي المشد‎?; Shibin El Kom, 14 dicembre 1976), è un imprenditore e criminale egiziano che è stato detenuto in detenzione stragiudiziale nei campi di detenzione della baia di Guantanamo negli Stati Uniti, a Cuba. Il suo numero come carcerato a Guantanamo era 190. Gli analisti della Joint Task Force Guantanamo riferiscono che è nato il 14 dicembre 1976 a Shibin El Kom, in Egitto.

## Biografia

### Prima della cattura
Secondo Andy Worthington, autore di The Guantanamo Files, Mashad era un uomo d'affari, che aveva fatto la sua casa in Italia, che aveva viaggiato in Afghanistan esclusivamente per fornire aiuti umanitari. È stato un atleta e un artigiano di talento. Ha lavorato in stabilimenti balneari nel Sinai per tre anni, dopo essersi diplomato alla scuola tecnica, poi si è trasferito in Italia con uno zio, cittadino italiano. Dopo aver lavorato nel settore edile, ha avviato la sua impresa di costruzioni con successo.

### Afghanistan, cattura e interrogatorio
Worthington scrive che Mashad accetta di recarsi in Afghanistan per lavorare con un uomo d'affari e filantropo kuwaitiano. Secondo Worthington, Mushad avrebbe in seguito descritto questa decisione come una prova di beneficenza e un'opportunità di networking aziendale.
Mashad è giunto in Afghanistan a metà del 2001. È stato intrappolato dopo la chiusura del confine afgano-iraniano a seguito dei contrattacchi statunitensi. Ha attraversare il confine con il Pakistan nel novembre 2001 ma è stato prontamente arrestato da una pattuglia di frontiera pakistana.
Worthington ha attribuito la sua continua detenzione da parte delle forze statunitensi a denunce "palesemente false" da parte di altri prigionieri. Ad esempio, ha descritto la denuncia da parte di un prigioniero di Guantanamo sul fatto che Mashad fosse stato uno dei suoi torturatori nell'anno 2000, anno in cui, però, risiedeva già in Italia, come stabilito chiaramente dai suoi documenti.
Un'altra accusa che Mashad ha confutato riguardava l'aiuto agli arabi in Bosnia, nel 1991, quando il paese si stava staccando dalla Jugoslavia. Mashad fece notare che a quel tempo era uno scolaro di quattordici anni in Egitto.

### Trasferimento da Guantanamo
Sharif Fati Ali al Mishad è stato trasferito in Albania nel febbraio 2010 dopo aver trascorso quasi otto anni nei campi di Guantanamo.
Nel marzo 2012 l'Albania ha rifiutato il permesso a Mashad per tornare in Egitto. In seguito al rovesciamento del regime di Hosni Mubarak diversi ex prigionieri egiziani, che temevano rappresaglie e che erano stati mandati in altri paesi, si sono sentiti più sicuri di ritornare in patria; i funzionari albanesi, però, non hanno mai spiegato il motivo del rifiuto. Anche alla moglie, albanese di nascita, viene impedito di lasciare il Paese nonostante abbia un visto valido per l'Egitto.